# Domkran

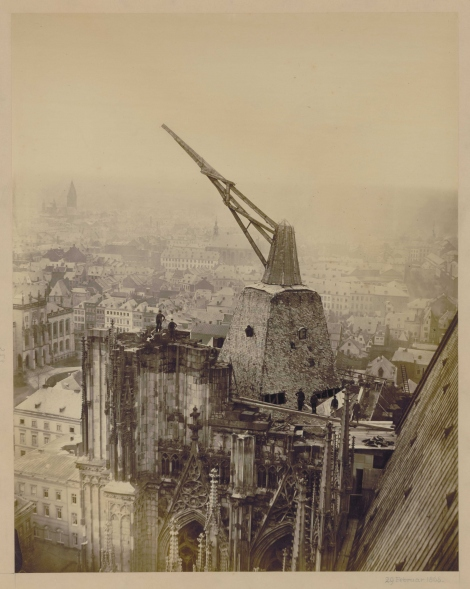
Domkran, Aufnahme von Theodor Creifelds, 1868, kurz vor dem Abbau

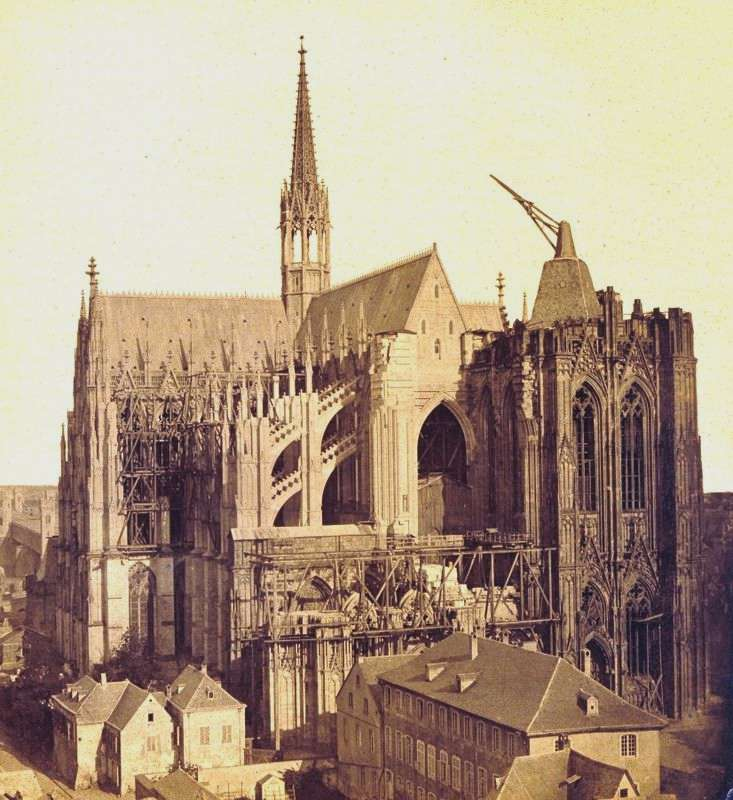
Bau der Domtürme, Aufnahme J. H. & Th. Schönscheidt, 1865

Der Kölner Domkran war ein hölzerner Drehkran, der seit dem 14. Jahrhundert auf dem im Bau befindlichen Südturm des Kölner Domes stand. Der mehr als 25 Meter hohe Kran war nur etwa 50 Jahre lang im Einsatz, aber er prägte als Wahrzeichen das Kölner Stadtbild über einen Zeitraum von mehr als 500 Jahren. Er wurde erst 1868 abgebaut.

## Zeit der Errichtung

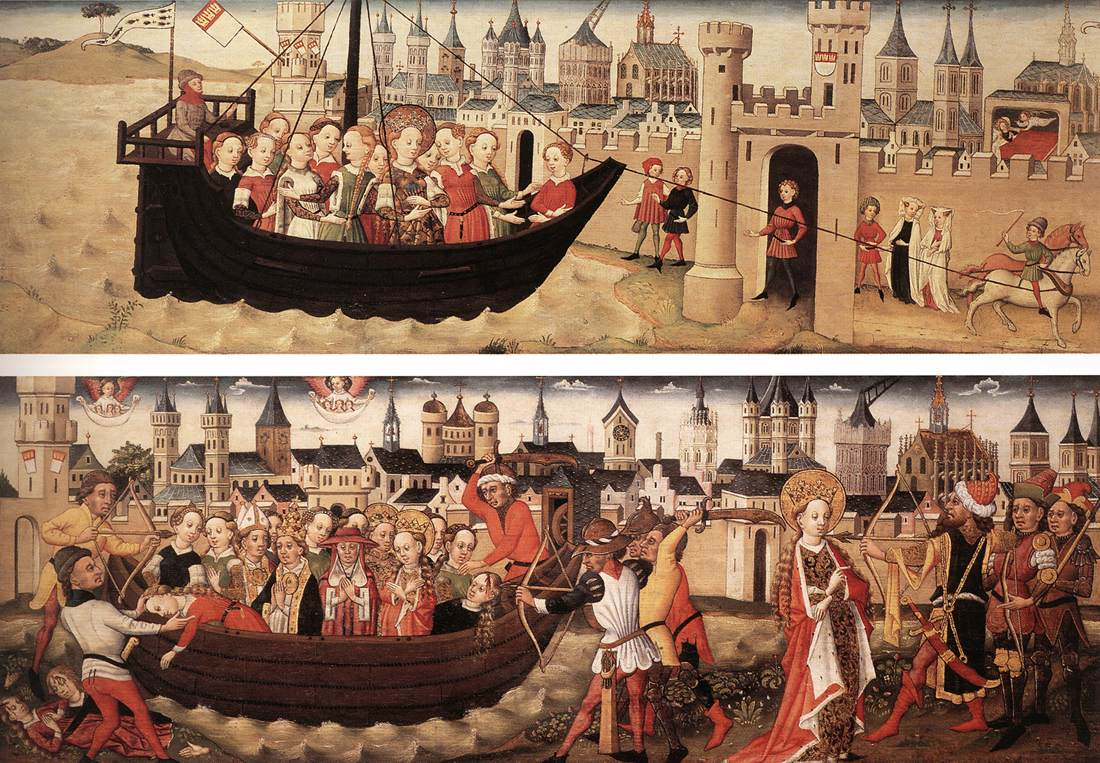
Kölner Malerschule: Legende der heiligen Ursula, um 1455–1460

In der Vergangenheit wurde für den Bau des Domkrans die Zeit um 1400 oder sogar um 1500 angenommen. Ein solch später Zeitpunkt ist nicht mit den Ergebnissen jüngerer Forschungen zur Baugeschichte des Kölner Domes vereinbar. Der Ausgrabungsfund einer Goldmünze aus dem Jahr 1357 legt nahe, dass die Fundamente der Außenmauern des Südturms zu dieser Zeit fertig waren. Der ehemalige Kölner Dombaumeister Arnold Wolff geht davon aus, dass der Kran nur wenig später errichtet wurde. Mit dem Bauzustand bei der Einstellung der Arbeiten am Südturm um 1410 hätte am damaligen Standort kaum noch die Möglichkeit einer längeren Nutzung des Krans bestanden, da er wegen seiner Abmessungen nur wenig über das zweite Geschoss des Turms hinaus eingesetzt werden konnte. Es wäre allerdings möglich gewesen, die Position des Krans geringfügig zu ändern und ihn auch für den Bau der beiden oberen Geschosse des Turms einzusetzen.

## Technik

Aufmaßzeichnung, 8. März 1868

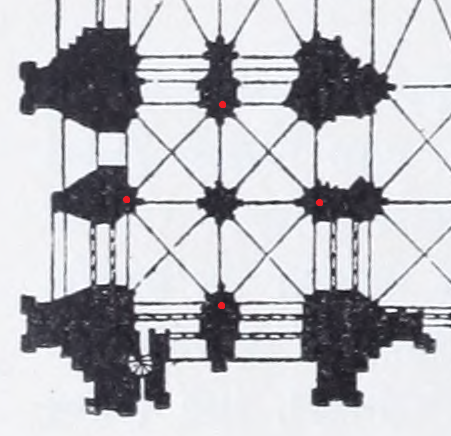
Grundriss des Südturms mit den Auflagepunkten des Domkrans

Frühe Kräne des Mittelalters konnten durch ihre Bauart bedingt die Lasten nur vertikal bewegen. Der horizontale Transport zum Einsatzort erforderte weitere Hebe- und Transportmittel. Der Kölner Domkran konnte nicht nur einen Punkt bedienen, sondern mit der Last eine Kreisbahn beschreiben. Darüber hinaus betrug die Seillänge von der Auslegerspitze bis zum Ablageort für die Last etwa zwanzig Meter. Das ermöglichte es, die Last mit dünnen Seilen um mehrere Meter aus der Vertikalen herauszuziehen. Der Aktionsraum des Krans war also ein Kreisring. Er konnte, mit Ausnahme der Stellen, an denen er selbst auflag, alle Bereiche des Mauerwerks am Südturm erreichen. Dadurch wurden nicht nur Transporte an der Baustelle vermieden. Auch die Gerüste konnten deutlich leichter gebaut werden, da sie nur noch die Arbeiter und keine schweren Werkstücke tragen mussten.

### Konstruktion und Maße
Der von der Basis bis zur Spitze des Auslegers 25,10 Meter hohe Domkran bestand aus einem mit Schiefer verkleideten Tragegerüst aus etwa 30 mal 30 Zentimeter starken Eichenholzbalken. Das Gerüst bildete einen 12,80 Meter hohen Pyramidenstumpf mit quadratischer Grundfläche. An der Basis hatte das Krangerüst eine Seitenlänge von 9,73 Metern, die sich nach oben bis auf 4,70 Meter verringerte. Unten waren im rechten Winkel zu den Balken des Rahmens zwei Eichenbalken mit normalen Abmessungen und – diese kreuzend – ein 62 mal 62 Zentimeter starker Unterzug auf den Rahmen aufgelegt.
Im Zentrum des Gerüsts befand sich ein aufrecht stehender, 15,20 Meter langer, runder als „Kaiserstiel“ bezeichneter Eichenholzbalken. Er hatte am oberen Ende fast einen Meter Durchmesser und verjüngte sich nach unten bis auf etwa 33 Zentimeter. Er überragte den Pyramidenstumpf des Tragegerüsts um 5,40 Meter und war dort mit einer achteckigen und mit dem Untergestell nicht verbundenen Haube verkleidet. Der „Kaiserstiel“ wurde unten in einem Korb aus vier schmiedeeisernen Bändern von jeweils 1,65 Meter Länge von einem birnenförmigen Dorn mit 15 Zentimetern Durchmesser gehalten. Der Dorn ruhte wiederum in einer eisernen Lagerschale auf dem Unterzug, sodass der „Kaiserstiel“ leicht drehbar war. Neben den Erfordernissen des Baubetriebs genügte die Drehbarkeit auch der Forderung nach geringerer Anfälligkeit bei Stürmen, da sich der Kranausleger mit dem Wind drehen konnte und so weniger Angriffsfläche bot.
Das Gerüst des Domkrans wurde auf einem quadratischen Rahmen aus Eichenbalken errichtet. Bis zum zweiten Geschoss hat der Südturm des Domes an jeder Seite zwei Fenster, die durch Mauerwerk voneinander getrennt sind. Der Domkran ruhte mit den Ecken des Rahmens auf diesen vier Wandstücken, sodass die Eckpfeiler des Turms erreichbar blieben. Die Figur des in ein Quadrat eingesetzten, um 45 Grad gedrehten Quadrats ergibt bei der Breite der Turmwände von 13,60 Metern eine Kantenlänge des innenliegenden Quadrats von etwa 9,61 Metern. Der Domkran hatte an seiner Basis eine Seitenlänge von 9,73 Metern.
Am oberen Ende, das über das verkleidete Krangerüst hinausragte, waren am „Kaiserstiel“ drei Eichenholzbalken montiert, die aus der Haube herausgeführt wurden und mit weiteren Balken als Verstrebungen den Kranausleger bildeten. Der Ausleger hatte eine Länge von 13,15 Metern. Er überragte die Haube in der Senkrechten um 7,20 Meter und trat waagerecht 10,55 Meter aus dem „Kaiserstiel“ heraus. Zum Zeitpunkt der Einstellung der Arbeiten am Südturm befand sich die Spitze des Auslegers in etwa 70 Metern Höhe über dem Erdboden.

### Transport

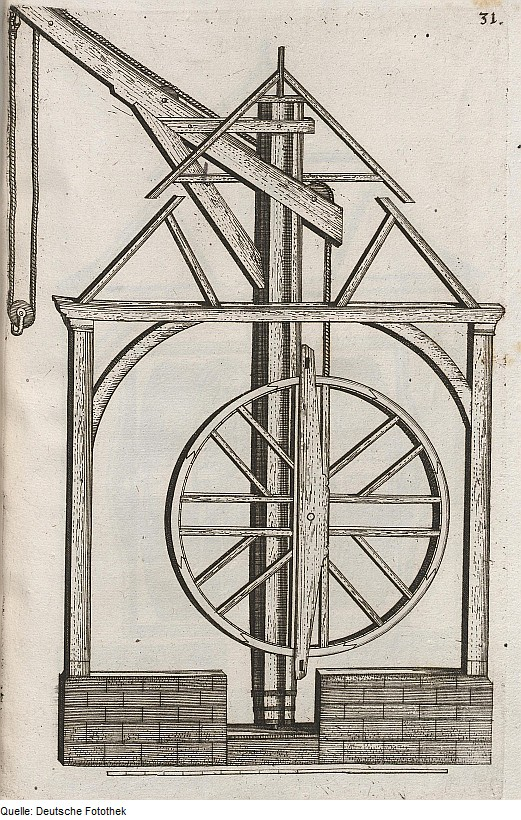
Sebastian Furck: Kupferstich aus Johann Wilhelms Architectura civilis, 1668

Arnold Wolff vermutet, dass der Kran bereits auf Fundamenthöhe gebaut wurde und im Verlauf der Errichtung des Südturms mit nach oben gewandert ist. Dazu wurde zunächst eine Ecke des Krans mit Keilen ein Stück weit hochgetrieben und mit Klötzen unterfüttert. Anschließend folgten die drei anderen Ecken, bis nach einigen Wiederholungen mit 35 bis 55 Zentimetern die Höhe einer neuen Steinlage erreicht war und der Kran abgesetzt werden konnte. Bei einer Höhe von zuletzt 45 Metern über dem Erdboden und einer geschätzten Bauzeit von 50 Jahren musste der Domkran nur etwa halbjährlich angehoben werden.

### Antrieb
Für den Antrieb des Domkrans existiert keine zuverlässige Überlieferung. Eine Zeichnung von Jan van Eyck aus dem Jahr 1437 zeigt als Hintergrundmotiv einen Turm mit aufgesetztem Baukran. Hinter den Fenstern des Turms ist ein Mann in einem Tretrad zu erkennen, das dem Antrieb des Krans dient. Es ist jedoch nicht sicher, dass die Darstellung den Südturm des Kölner Domes zeigt.
1926 wurde in einer Zeitung eine Abbildung veröffentlicht, die das Innere des Domkrans zeigen sollte. Darauf waren zwei dort angebrachte Treträder zu sehen. Es ist nicht bekannt, worauf sich diese Darstellung stützte. Eine beim Abbau des Krans von einem Mitarbeiter der Dombauhütte angefertigte Bauzeichnung des Krans enthält keinen Hinweis auf solche Einbauten. Auch im Dombauarchiv der Kölner Dombauverwaltung finden sich keine Unterlagen dazu.
Von anderen Baukränen des Mittelalters sind zahlreiche Bilddarstellungen überliefert, und einige Treträder sind bis heute erhalten. Es sind sowohl Kräne mit innenliegenden oder außen angebrachten Treträdern belegt als auch solche, deren Antrieb durch weiter entfernt aufgestellte Treträder erfolgte. Für den Kölner Domkran wird der Antrieb mit einem oder zwei Treträdern am wahrscheinlichsten gehalten, die sich entweder im Krangehäuse oder nur wenig unterhalb des Krans befanden.
Zur einmaligen Inbetriebnahme während der Feier der Grundsteinlegung für den Weiterbau des Domes am 4. September 1842 musste eine handbetriebene Winde installiert werden, da der alte Antrieb nicht mehr vorhanden war.

### Leistung

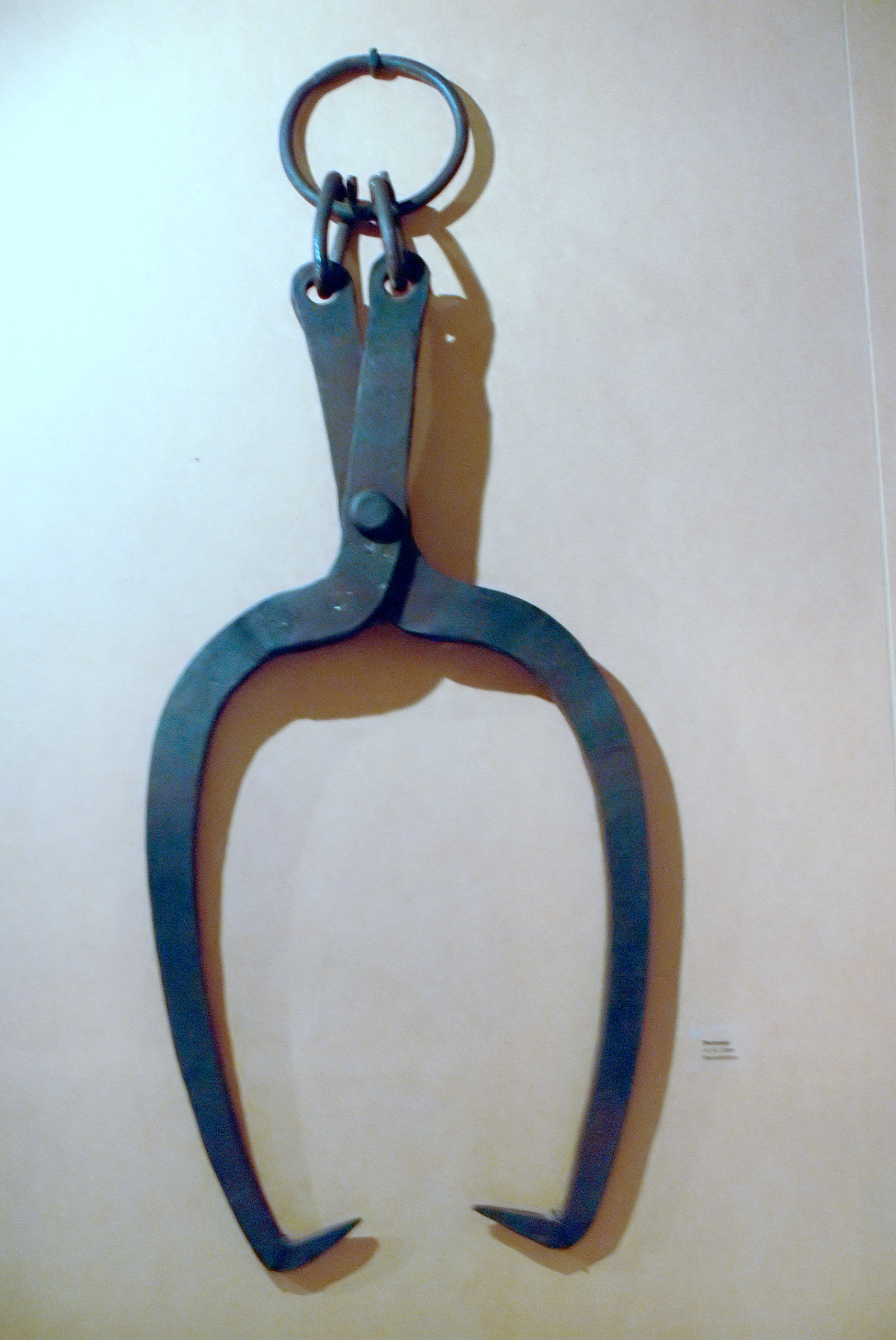
Steinzange, 14. Jahrhundert

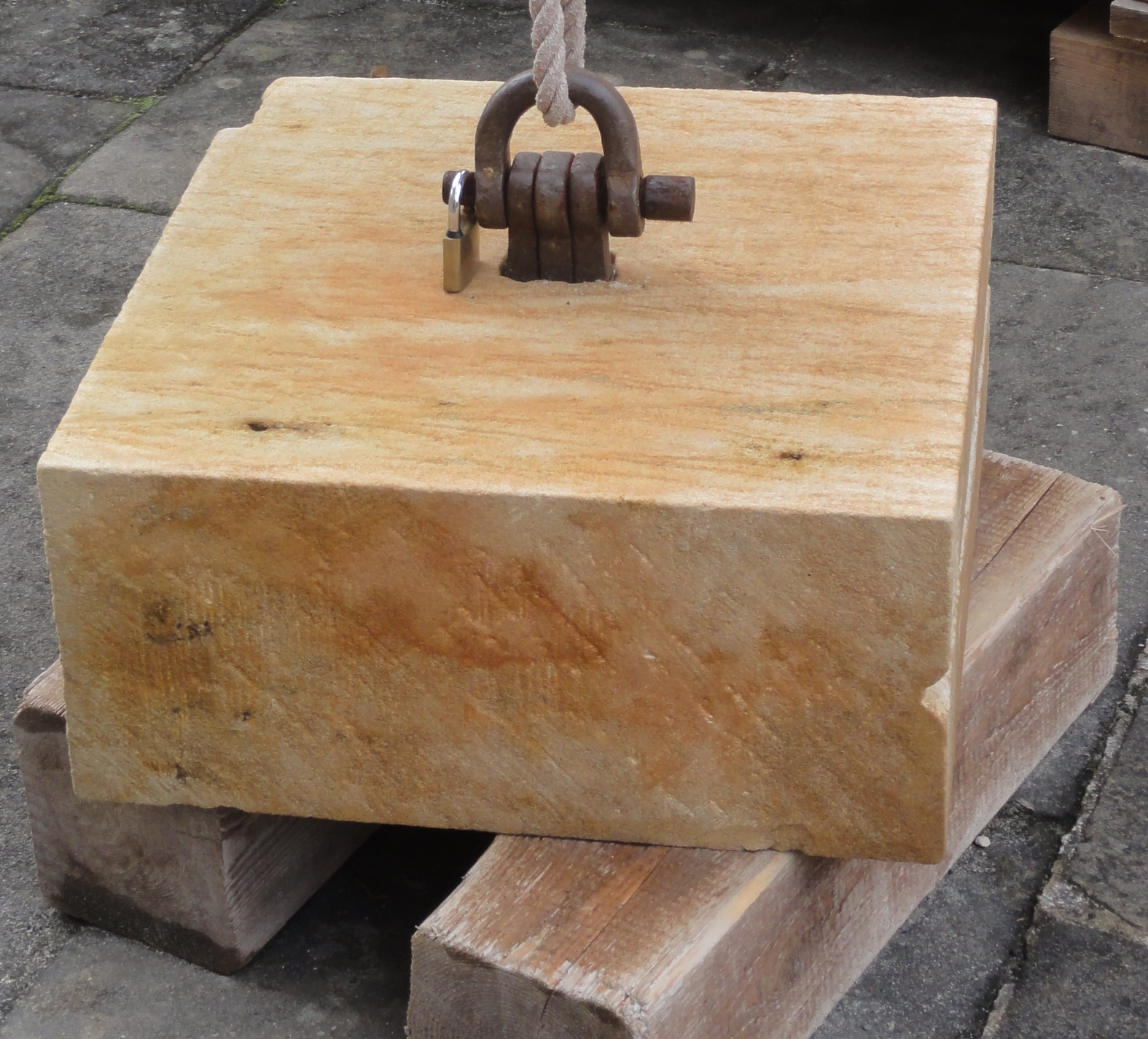
Großer Wolf, neuzeitlich, am Bamberger Dom

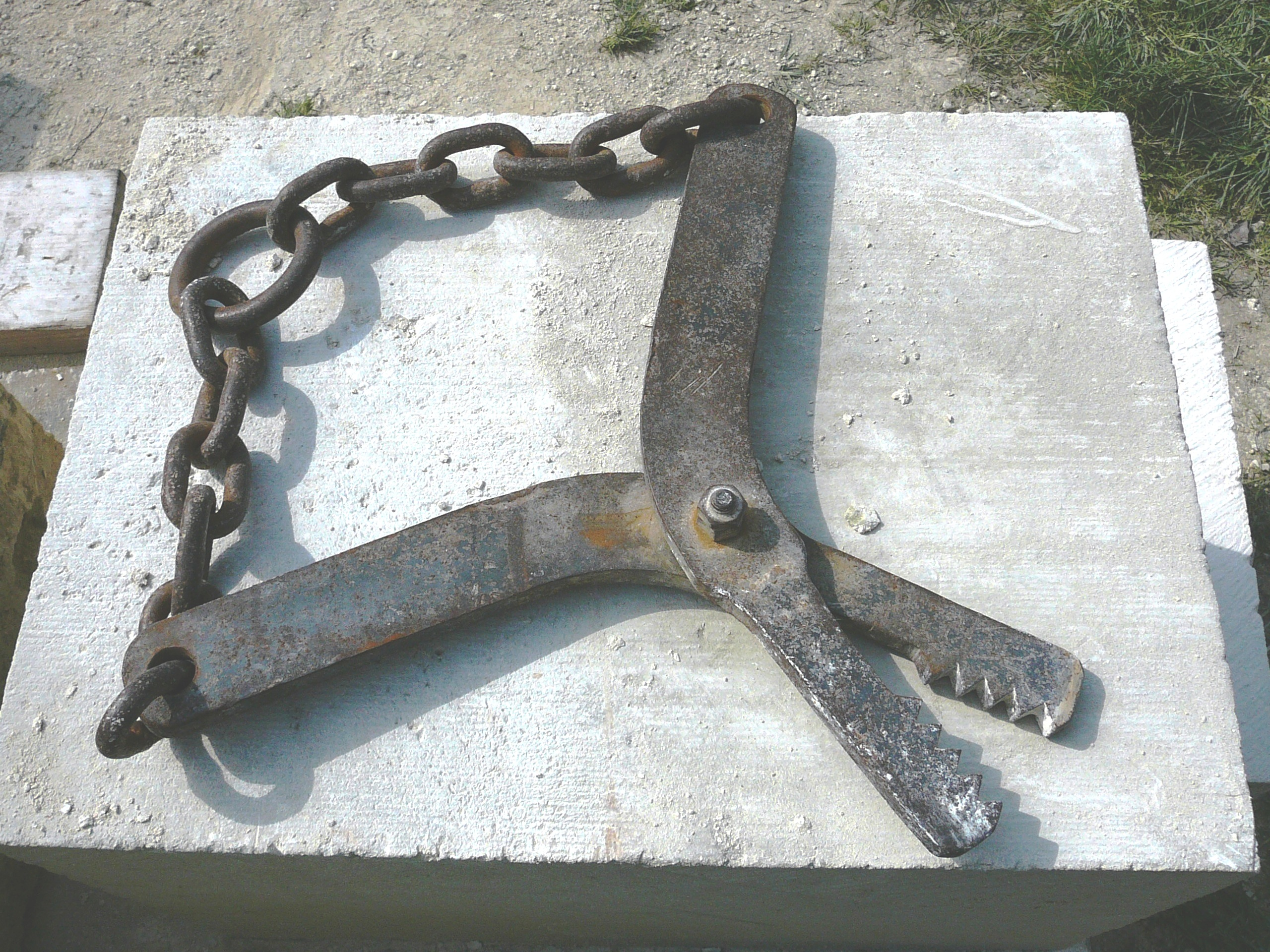
Spreizwolf, neuzeitlich

Es wurde wiederholt die Behauptung aufgestellt, dass mit dem Domkran die Kölner Domglocken an ihren Platz im Glockenstuhl des Südturms gehoben worden sind. Das erscheint ausgeschlossen. Der Domkran befand sich auf dem Südturm und hatte keine Möglichkeit, die Glocken von oben in den Turm herabzulassen. Mit Gewichten von mehreren Tonnen – für die Pretiosa mehr als zehn Tonnen – war der Kran für ihren Transport nicht ausgelegt. Die größten von außen sichtbaren Steinquader des Südturms wiegen wenig mehr als 1000 Kilogramm. Daher wird für den Kran ein mögliches Lastgewicht von maximal eineinhalb Tonnen angenommen.
Für den Südturm wurden während der fünfzigjährigen Bauzeit etwa 20.000 Tonnen Steine bewegt. Das entspricht an jedem Arbeitstag zwei bis drei Tonnen Material oder sechs bis acht Materialbewegungen. Dabei dauerte ein Hub zuletzt etwa 20 Minuten.

### Seil und Anschlagmittel
Unter Berücksichtigung des Weges vom Boden bis zur Kranspitze und den Ausleger entlang durch das Krangerüst bis zum Antrieb ergibt sich eine erforderliche Seillänge von zuletzt etwa 100 Metern. Da Flaschenzüge mit Sicherheit und lose Rollen wahrscheinlich nicht zum Einsatz gekommen sind, wird das Seil nicht wesentlich länger gewesen sein.
Die mittelalterlichen Dombauhütten verwendeten verschiedene Anschlagmittel. Das geläufigste war die Steinzange, für deren Einsatz zunächst an gegenüber liegenden Seiten des zu transportierenden Steins Löcher eingeschlagen werden mussten. Die Spuren einer solchen Bearbeitung müssten an außen liegenden Steinflächen sichtbar sein; sie fehlen jedoch am Südturm des Kölner Domes. Anschlagmittel, die nur ein Loch zur Verankerung im Stein benötigten, waren der zwei- oder dreiteilige große und kleine Wolf, sowie der scherenförmige Spreizwolf.
An Steinen im Strebewerk des Chores und an der Südseite des Langhauses wurden Bearbeitungsspuren entdeckt, die die Rekonstruktion des verwendeten Werkzeugs erlaubten. Es handelt sich um den Spreizwolf, der aus zwei sichelförmigen Metallteilen bestand, die in der Mitte durch einen Bolzen miteinander verbunden waren. Der Spreizwolf wurde in schwalbenschwanzförmig ausgeschlagene Löcher an nur einer Seite des Transportguts eingeführt und verband sich beim Hochziehen der Last kraftschlüssig mit dem Werkstück. Obgleich auch für dieses Werkzeug bislang keine Spuren an den Steinen des Südturms gefunden werden konnten, wird angenommen, dass es hier in verschiedenen Größen für unterschiedlich schwere Steine verwendet worden ist.

## Reparaturen und Veränderungen

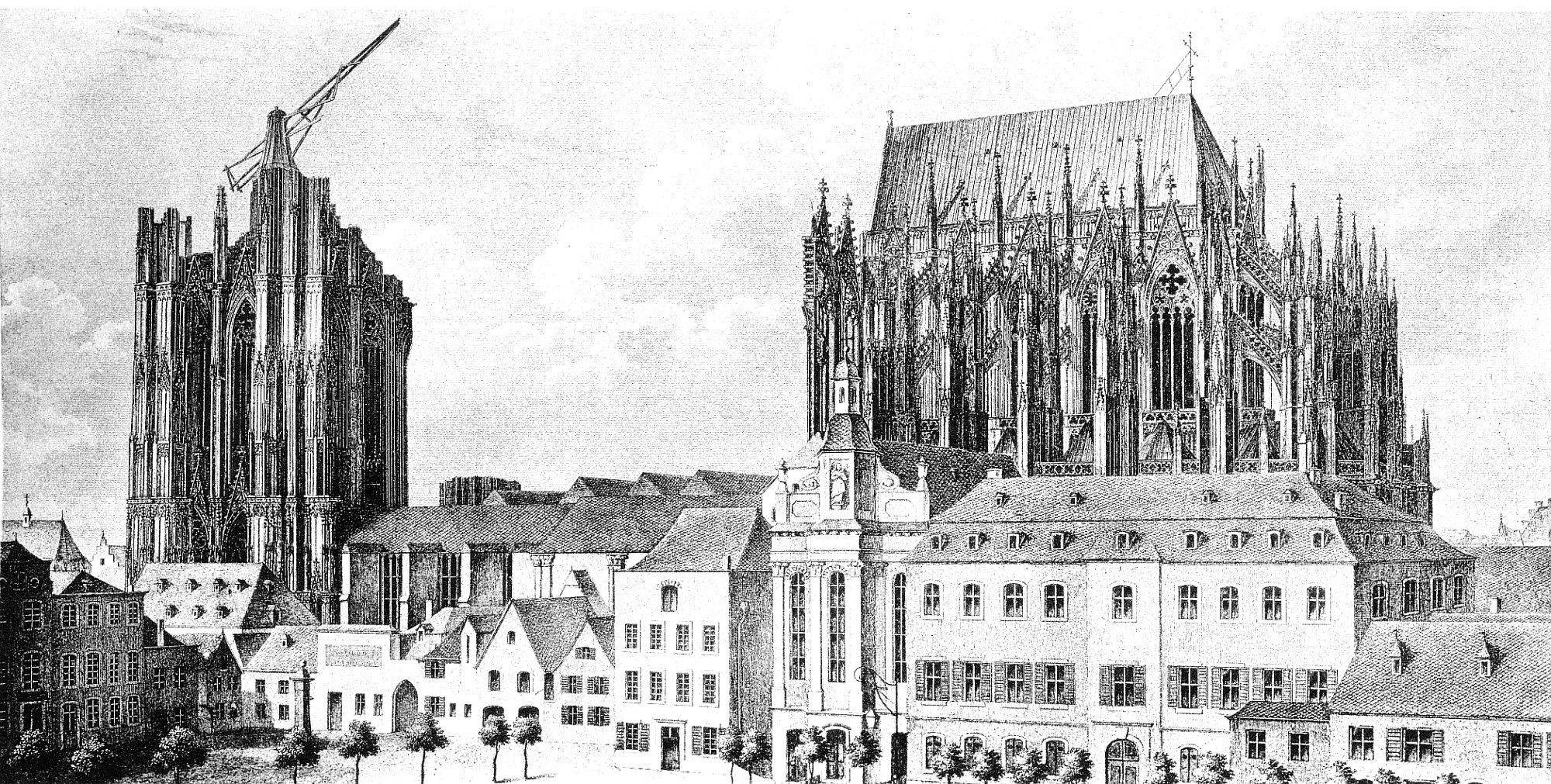
Kölner Dom um 1824, Stahlstich von 1865, aus Max Hasak: Der Dom zu Köln, 1911. Der Stich zeigt fälschlich das erst 1842 montierte Gegengewicht am Ausleger.

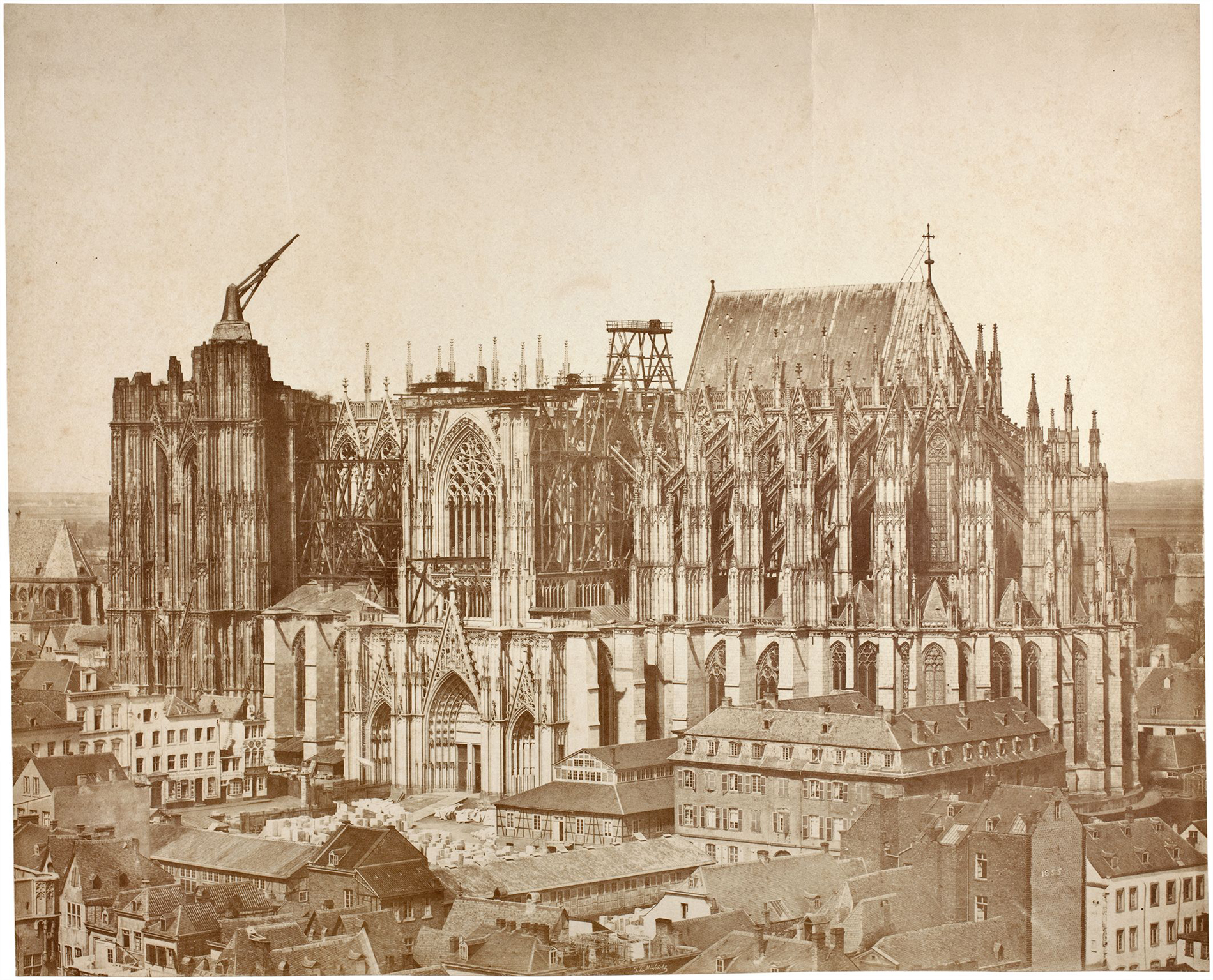
Kölner Dom, Südseite, Salzdruck von Johannes Franciscus Michiels, 1855, das Gegengewicht wurde bereits entfernt

Der Domkran wurde nach dem Ende der Bauarbeiten am Südturm um 1410 und nach der Einstellung des gesamten Dombaus um 1525 wiederholt repariert. Zunächst dienten die Reparaturen der Erhaltung der Betriebsfähigkeit, in späteren Jahrhunderten auch dem Erhalt eines Wahrzeichens der Stadt.
- In den Jahren 1606 und 1610 fanden Reparaturarbeiten am bereits lange stillgelegten Domkran statt.[19][20]
- 1693 wurde die Spitze des Krans durch einen Blitzschlag zerstört und wieder instand gesetzt.[19]
- 1816 erhielt der preußische Geheime Oberbaurat Karl Friedrich Schinkel von König Friedrich Wilhelm III. den Auftrag, den baulichen Zustand des Kölner Domes zu begutachten.[21] Am 18. April und am 10. Juli 1816 erfolgten durch eine von Schinkel angeführte Delegation Begehungen des Domes, dabei wurde auch der Domkran überprüft. Wegen gefährlicher Schäden am Material wurde der Ausleger zwischen dem 11. und dem 22. Juli 1816 vollständig abgebaut. Diese Maßnahme rief energische Proteste der Kölner Bevölkerung hervor. Die Montage eines neuen Auslegers wurde aus Kostengründen abgelehnt. Der letzte reichsstädtische Bürgermeister, Reiner Josef Klespe (1744–1818), hinterließ als Vermächtnis einen Betrag von 1.800 Reichstalern für diesen Zweck. Darüber hinaus führte der Stadtrat eine Sammlung durch.[19][22][23]
- Am 11. September 1819 wurde am Domkran „ein neuer 55 Fuß langer und am untern Ende 17 Fuß breiter Schnabel“ montiert.[22]
- Bereits 1828 erforderte die mangelhafte Ausführung des neu angebrachten Auslegers eine Reparatur.[19]
- 1842 sollte der Domkran im Rahmen der Grundsteinlegung für den Weiterbau des Domes symbolisch zum Einsatz kommen. Der Dombaumeister Ernst Friedrich Zwirner hielt den vorhandenen Ausleger für zu schwach und ließ ihn im Sommer 1842 ersetzen, wobei ein Gegengewicht angebracht wurde.[12]
- Für die einmalige Inbetriebnahme am 4. September 1842 wurde eine handbetriebene Winde eingebaut, da der mittelalterliche Antrieb nicht mehr vorhanden war.[12]
- Zwischen 1842 und 1853 wurde das Gegengewicht des Auslegers wieder entfernt; auf den ältesten Fotografien des Domes von 1853 ist es nicht mehr vorhanden.[12]

## Einsatzdauer

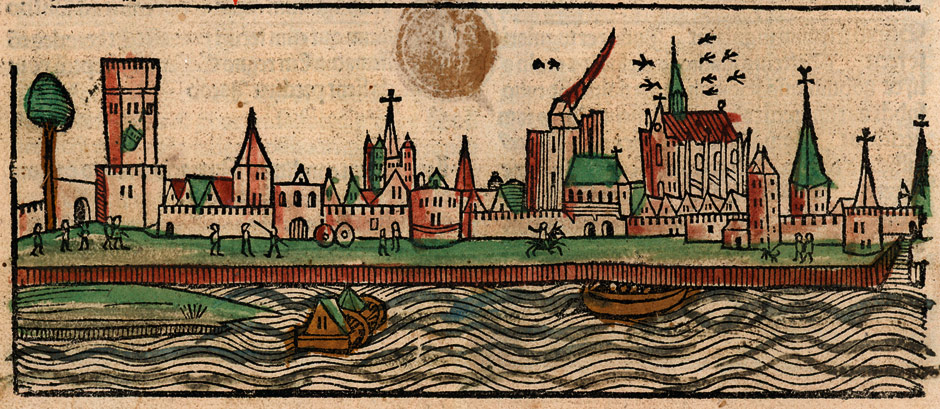
Werner Rolevinck: Fasciculus temporum, Köln, um 1483

### Mittelalter
Der Baubeginn des Südturms wird für 1355 bis 1360 angenommen. Um 1410 wurden hier die Arbeiten wieder eingestellt, nur am Langhaus wurde noch bis etwa 1525 weitergearbeitet. Damit war der Domkran im Mittelalter nur etwa fünfzig Jahre lang im Einsatz.

### Neuzeit

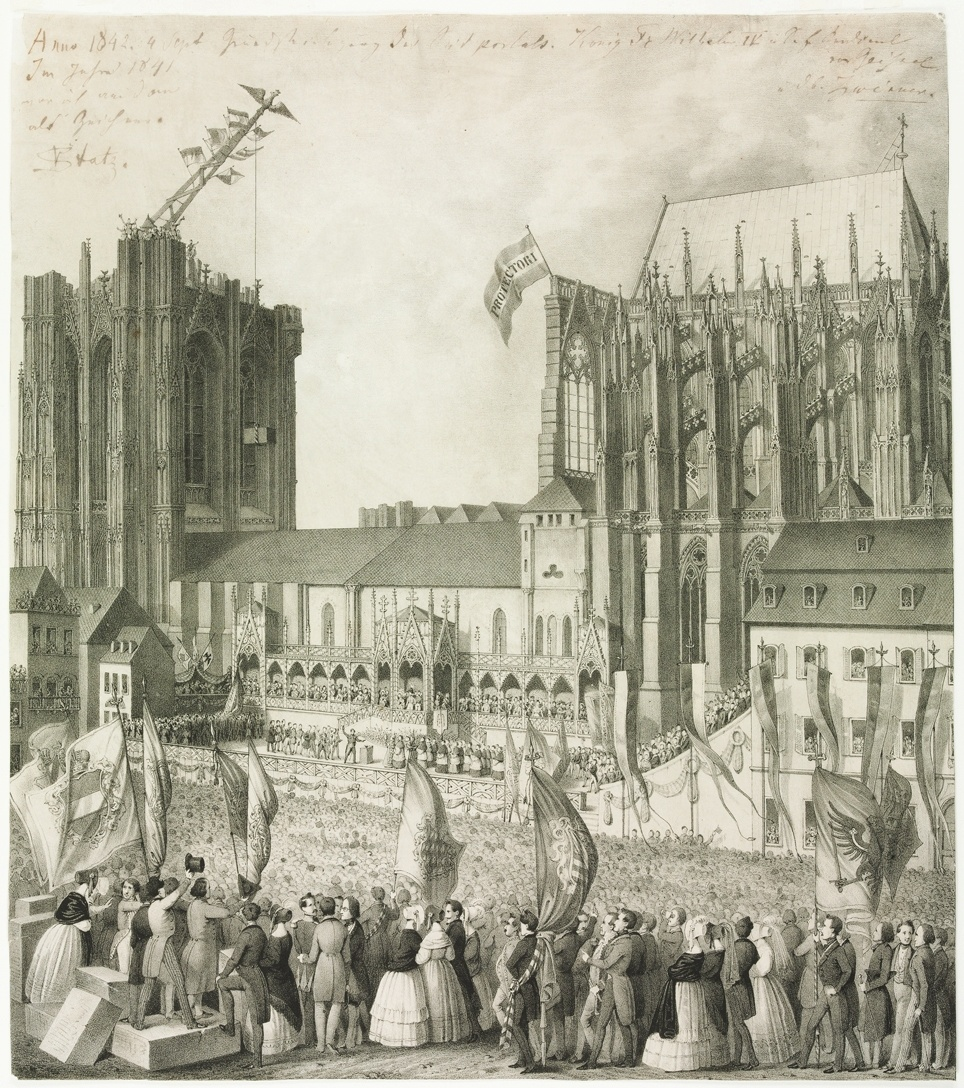
Lithografie nach Georg Osterwald: Fest der Grundsteinlegung am 4. September 1842, Domkran mit dem schwebenden Stein

Am 23. November 1840 erging die königliche Kabinettsorder zur Gründung des Zentral-Dombau-Vereins und zum Weiterbau des Domes. Am 4. September 1842 legten der preußische König Friedrich Wilhelm IV. und der erzbischöfliche Koadjutor Johannes von Geissel den Grundstein zum Weiterbau des Domes. Der Domkran war zu diesem Anlass mit zahlreichen Fahnen und einem aus Holz geschnitzten Preußenadler an der Spitze des Auslegers geschmückt. Der symbolische erste Sandsteinquader für den Weiterbau wurde mit dem Domkran auf den Südturm gehoben. Er trägt bis heute die eingemeißelte Inschrift 

“IN MEMORIAM / CONTINUATAE / AEDIFICATIONIS / POSITUS // A D MDCCCXLII / DIE IV SEPT”

„Zur Erinnerung an die Fortsetzung des Baus am 4. September 1842 gesetzt“

1868 wurde dieser Steinquader mit dem verwitterten oberen Bereich des Südturms wieder abgetragen und 1871 neu versetzt. Aus diesem Anlass wurde in den Stein eine zweite Inschrift eingeschlagen: 

“CARCHESIO VERSATILI / REMOTO IN SUUM NUNC / LOCUM VAPORUM OPE / REPOSITUS / A D MDCCCLXXI / DIE XXIII MAI”

„Nach der Entfernung des Drehkrans mit Dampfkraft an seinen jetzigen Platz zurückgebracht am 23. Mai 1871“

## Abbau

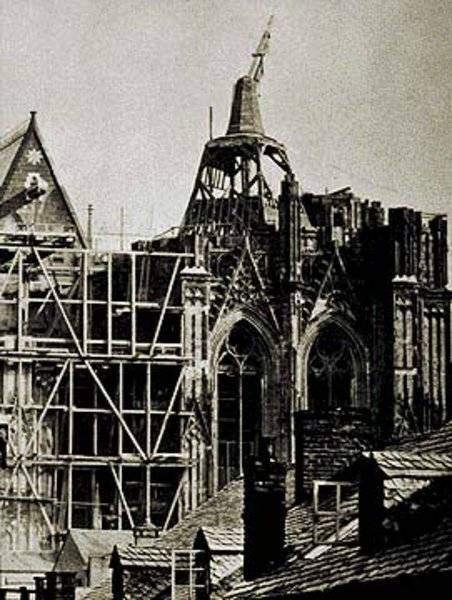
Abbau des Domkrans, Anfang März 1868. Die schiefergedeckte Verkleidung ist bereits entfernt.

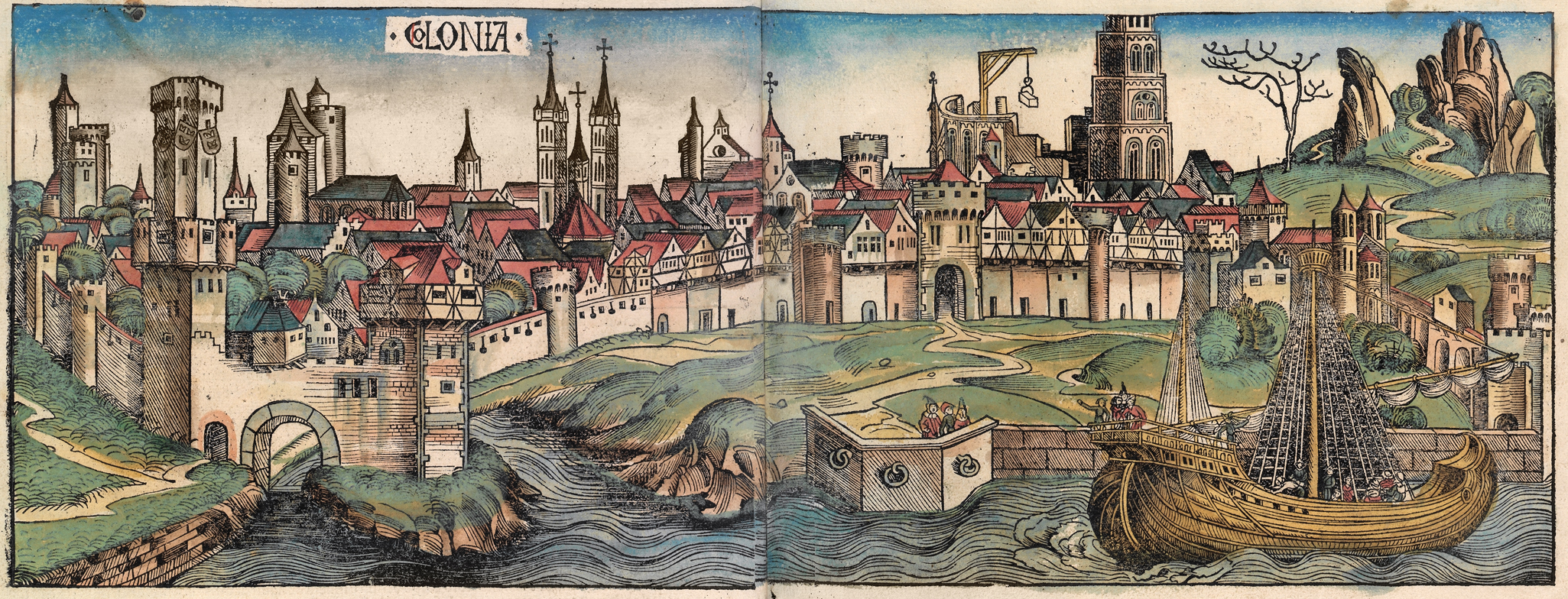
Hartmann Schedel: Schedelsche Weltchronik, Folium 90r und 91v, Nürnberg, 1493

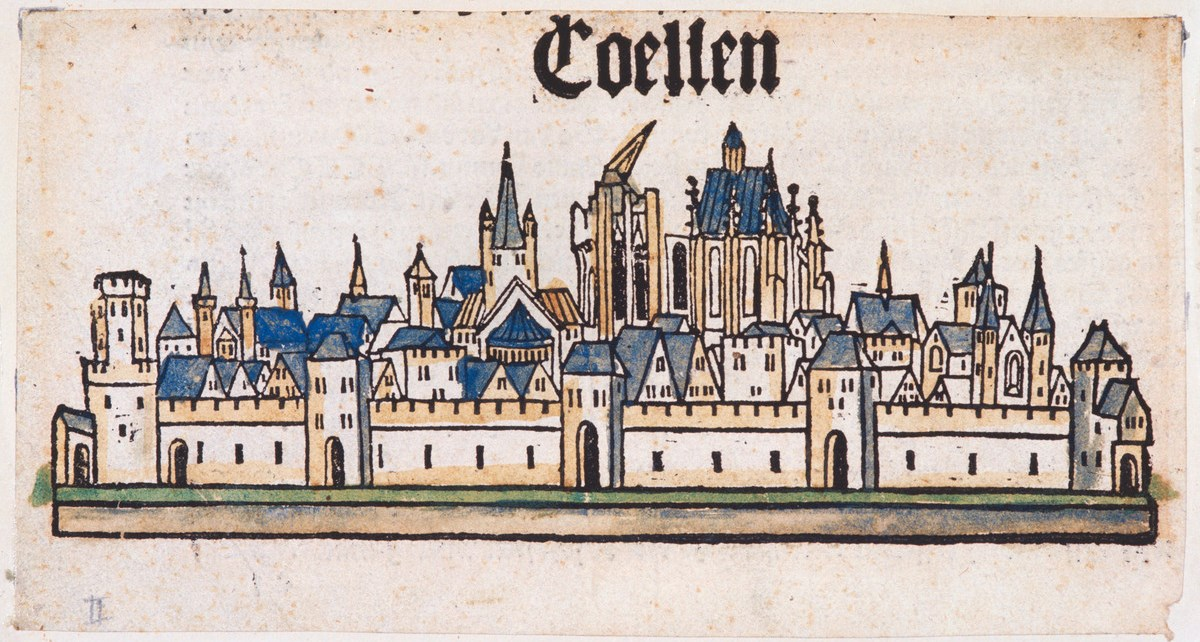
Johann Koelhoff der Jüngere: Koelhoffsche Chronik, Folium 140, 1499

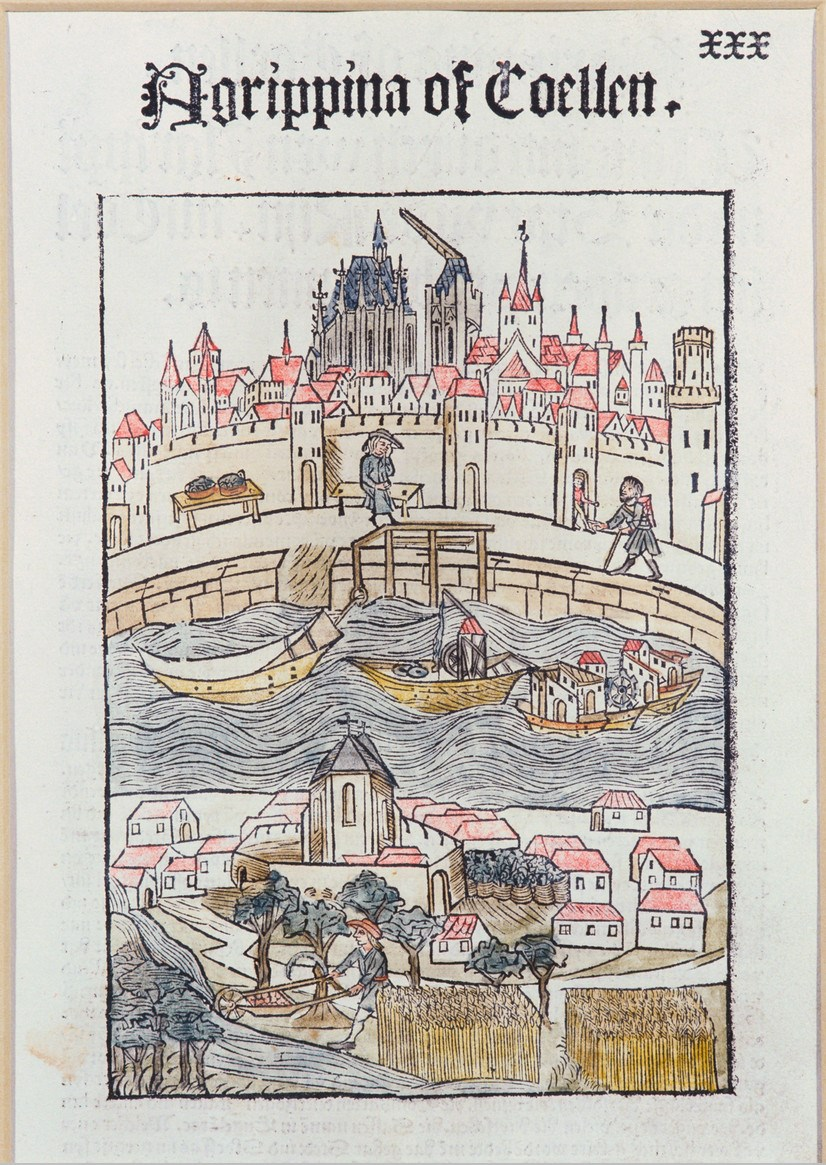
Johann Koelhoff der Jüngere: Agrippina of Coellen, Koelhoffsche Chronik, Folium 30, 1499

Nach dem Beschluss zum Weiterbau des Kölner Domes begannen 1823 Restaurierungen und im April 1824 Bauarbeiten auf der Dombaustelle. Die Weiterentwicklung der Technik hatte bis zum 19. Jahrhundert Fördermittel hervorgebracht, die dem Domkran in vielerlei Hinsicht überlegen waren. Auf dem Nordturm waren 1867 drei handbetriebene Winden mit jeweils sechs Arbeitern im Einsatz, mit denen täglich 36 Steine auf den Turm befördert werden konnten – die vier- bis sechsfache Kapazität des mittelalterlichen Domkrans. Ab Oktober 1869 wurde eine Dampfmaschine betrieben, mit ihr wurden die Hubzeiten weiter verkürzt. Auf der Höhe waren schwere Versetzwagen im Einsatz, die auf Eisenbahnschienen liefen.
Beim Weiterbau der Domtürme ab 1845 war beabsichtigt, zunächst den Nordturm bis zur Höhe des Südturms zu bauen. Dann sollten beide Türme parallel weiter in die Höhe gebaut werden. Die Gerüste auf dem Nordturm erreichten 1867 die Höhe des Südturms. Der Domkran stand dem Weiterbau nun im Weg und musste entfernt werden. Am 29. Februar 1868 begann der Abbau durch die Zimmerleute der Dombauhütte. Im 58. Baubericht der Dombauhütte vom Mai 1868 heißt es dazu:

„Nachdem die mit Schiefer gedeckte äußere Brettverkleidung des Krahnengehäuses abgetragen war, zeigten sich die aus dem 15. Jahrhundert herrührenden Holztheile so schadhaft, daß vorab eine Abstützung der ganzen Construction nothwendig erschien, bevor mit dem Abbruche der Verbandstücke begonnen werden konnte. Auch die im Jahre 1825 bei einer durchgreifenden Restauration des Domkrahnens hinzugefügten tannenen Unterzüge und Streben hatten im Laufe der Zeit durch mangelhafte Unterhaltung der Schieferbedachung des Krahnengehäuses sehr gelitten, und wäre eine längere Erhaltung des Domkrahnens nur durch einen totalen Umbau zu erreichen gewesen.
Am 13. März c. wurde der im Jahre 1842 neu gefertigte Ausleger des Krahnens von 43 Fuß Länge abgehoben und erfolgte demnächst das Ausheben der Dreh-Axe aus dem Pfannenlager und die Niederlegung der Sprengwerke mit größter Vorsicht, da die bis zu 3 Fuß starken und 50 Fuß langen Stämme von Eichenholz durch Wurmfraß und Fäulniß derart destruirt waren, daß sie beim Niederlegen durch die eigene Last durchbrachen. Diese bei der großen Höhe, dem schlechten Holzmaterial und dem herrschenden Winde so gefahrvolle Arbeit des Abtragens des Domkrahnens ist unter Leitung des Dom-Zimmermeisters von Amelen von den Dom-Zimmerleuten ohne jeden Unfall bewirkt worden, (…).“

Ende März 1868 war der Abbau des Domkrans beendet. Von seinen Bauteilen ist in der ursprünglichen Form nur noch jener schmiedeeiserne Dorn mit seinem Korb erhalten, auf dem der „Kaiserstiel“ und damit das gesamte Gewicht des Krans und der von ihm getragenen Lasten ruhte. Er befindet sich heute in der Modellkammer der Dombauhütte.
Das Holz des abgebauten Krans wurde zur Herstellung verschiedener Gegenstände verwendet:
- Ein im Stil des Historismus gefertigtes Kruzifix von etwa 86 Zentimetern Höhe befindet sich im Dombauarchiv.[32][33]
- Ein Vortragekreuz der Kirchengemeinde St. Mariä Himmelfahrt im Kölner Stadtteil Holweide soll aus dem Holz des Domkrans bestehen.[33]
- Mehrere Engelsköpfchen.[34]
- Mehrere Konsolen.[32] Eine mit geschnitzten Akanthusblättern und dem preußischen Wappen unter einer Krone versehene Konsole befindet sich auf Schloss Stolzenfels. Sie trägt eine Inschrift, die auf den Domkran verweist.[33]
- Ein gedrechselter Federhalter, der im Auftrag des Architekten Karl Hecker angefertigt worden war. Dieser schenkte ihn seinem Sohn, dem Philologen und Goethe-Forscher Max Hecker, als dieser im Jahr 1900 Köln verließ, um nach Weimar zu gehen.[35]
- Löwen als Wappenhalter.[32]
- Eine Figur eines aufrecht sitzenden Löwen, offenbar der Aufsatz eines Treppenpfostens.[36]
- Zwei Prunksessel für den Senatssaal des Kölner Rathauses, die zu einem späteren Zeitpunkt im Hansasaal aufgestellt wurden und nicht mehr erhalten sind.[32][36]
- Acht gepolsterte und reich verzierte Lehnstühle. Es wird angenommen, dass die Stühle bereits kurz nach dem Abbau des Domkrans angefertigt wurden, zunächst im Rathaus Verwendung fanden und schließlich an verdiente Bürger verschenkt wurden. Einer dieser Stühle wurde nach 1880 dem Kölner Unternehmerehepaar Friedrich August und Therese Herbertz in Anerkennung ihres bürgerschaftlichen Engagements geschenkt. Dabei dürfte die umfangreiche Unterstützung Herbertz’ bei der Vorbereitung des Historischen Festzugs zur Domvollendung ein Grund gewesen sein. Der Stuhl befand sich danach im Besitz der Familie und scheint das einzige erhaltene Exemplar zu sein. Er wurde 2010 dem Dombauarchiv geschenkt.[34][37][38]
- Mehrere Modelle des Domkrans, die teilweise als Tabakdosen genutzt werden konnten. Die 27 Zentimeter hohen Modelle haben wie das Original ein drehbares Oberteil mit einem Ausleger. Auf dem Sockel ist eine Inschrift eingeschnitzt: modell aus dem holze / des domkrahnen zu / coeln errichtet an 1500 / abgetr. am 13. märz 1868. Eines dieser Modelle befindet sich im Kölnischen Stadtmuseum, eines in der Dombauverwaltung und ein weiteres im Privatbesitz.[32][36]

Nach dem Erwerb eines der Modelle des Domkrans im Jahr 1974 ließ der damalige Dombaumeister Arnold Wolff eine dendrochronologische Untersuchung durchführen. Das untersuchte Holz war bis 1827 gewachsen, es wurde also für das Modell Holz des 1842 neu angebrachten Auslegers verwendet. Das aus dem Mittelalter stammende Holz des Krans dürfte für eine Weiterverwendung zu morsch gewesen sein.

## Rezeption

### Kölner Bevölkerung

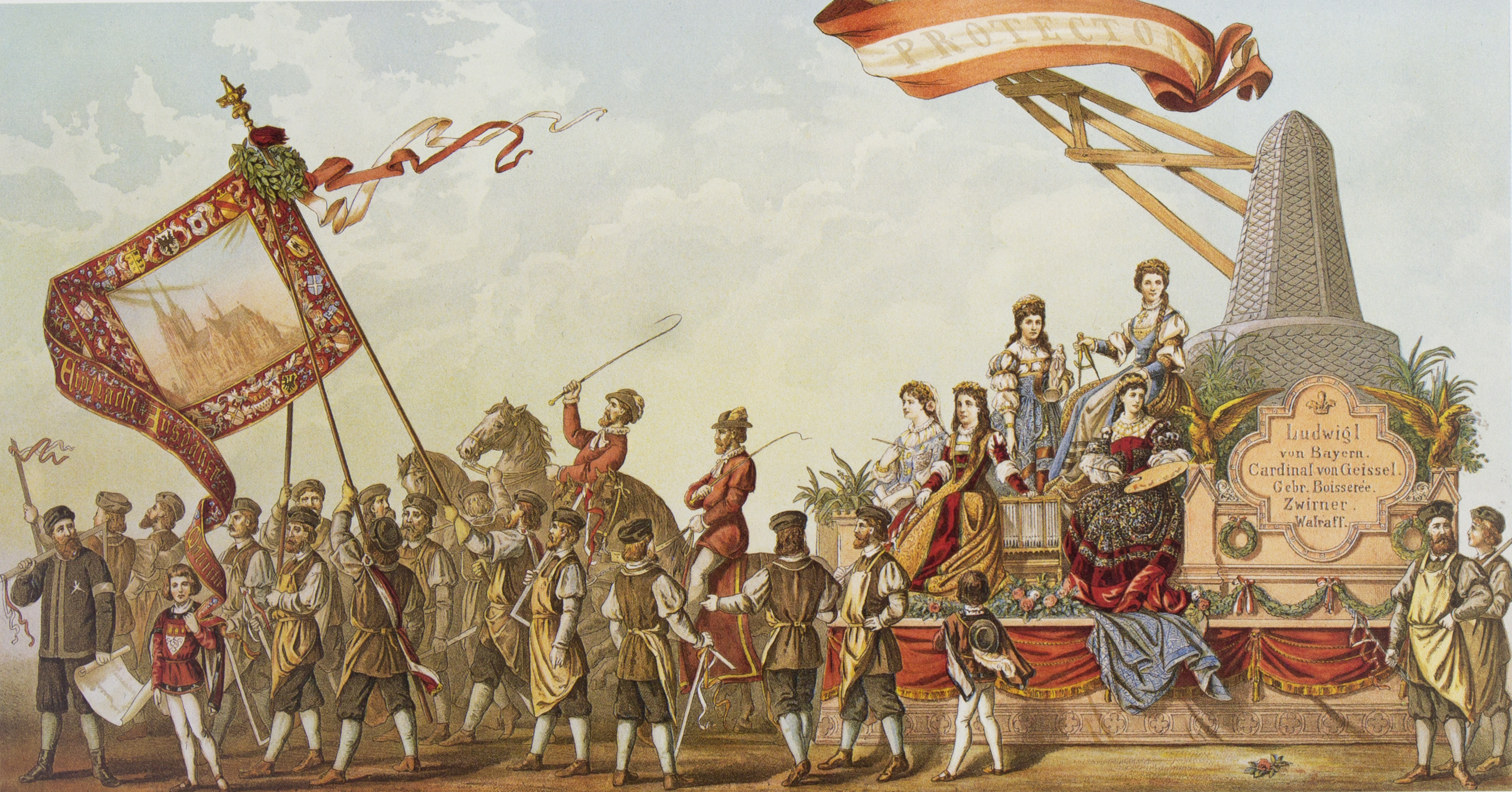
Lithographie nach Tony Avenarius: Festwagen zum Historischen Festzug am 16. Oktober 1880

Der Domkran war über 500 Jahre lang ein prägendes Element des Kölner Stadtbildes. Darüber hinaus war er für die Kölner Bevölkerung ein Symbol dafür, dass der Dombau keineswegs aufgegeben, sondern nur unterbrochen war. Daraus erklären sich auch die Proteste Kölner Bürger, als 1816 auf preußische Anordnung von dem augenscheinlich stets betriebsbereiten Domkran der Ausleger abgenommen werden musste. Der Domkran war ein Teil des Alltagslebens der Bürger. Die Kölner schauten auf den Domkran, um die Windrichtung abzulesen; wenn sich der Kran während der Nacht im Wind drehte, drang ein charakteristisches Geräusch durch die ganze Stadt. Ein Zeitzeuge beklagte nach dem Abbau des Domkrans, ihn tagsüber nicht mehr zu sehen sei schlimm, aber ihn während der Nacht nicht mehr zu hören sei unerträglich.
Noch die zur Vollendung des Dombaus am 15. Oktober 1880 in den Schlussstein der Kreuzblume des Südturms eingelassene Urkunde mit den Unterschriften des Kaisers und zahlreicher weiterer Fürsten und weltlicher Würdenträger nahm auf den Domkran Bezug: Verlassen und dem Verfall preisgegeben überragte drei Jahrhunderte hindurch der Domkrahnen, das alte Wahrzeichen Kölns, den in Trümmer sinkenden Wunderbau. Am folgenden Tag fand ein Historischer Festzug statt, bei dem zahlreiche geschmückte Festwagen und in historisierende Kostüme gekleidete Bürger auf dem Domhof am Kaiser vorbeizogen. Einer der Festwagen trug als Aufbau eine Nachbildung des Domkrans.

### Bildende Kunst

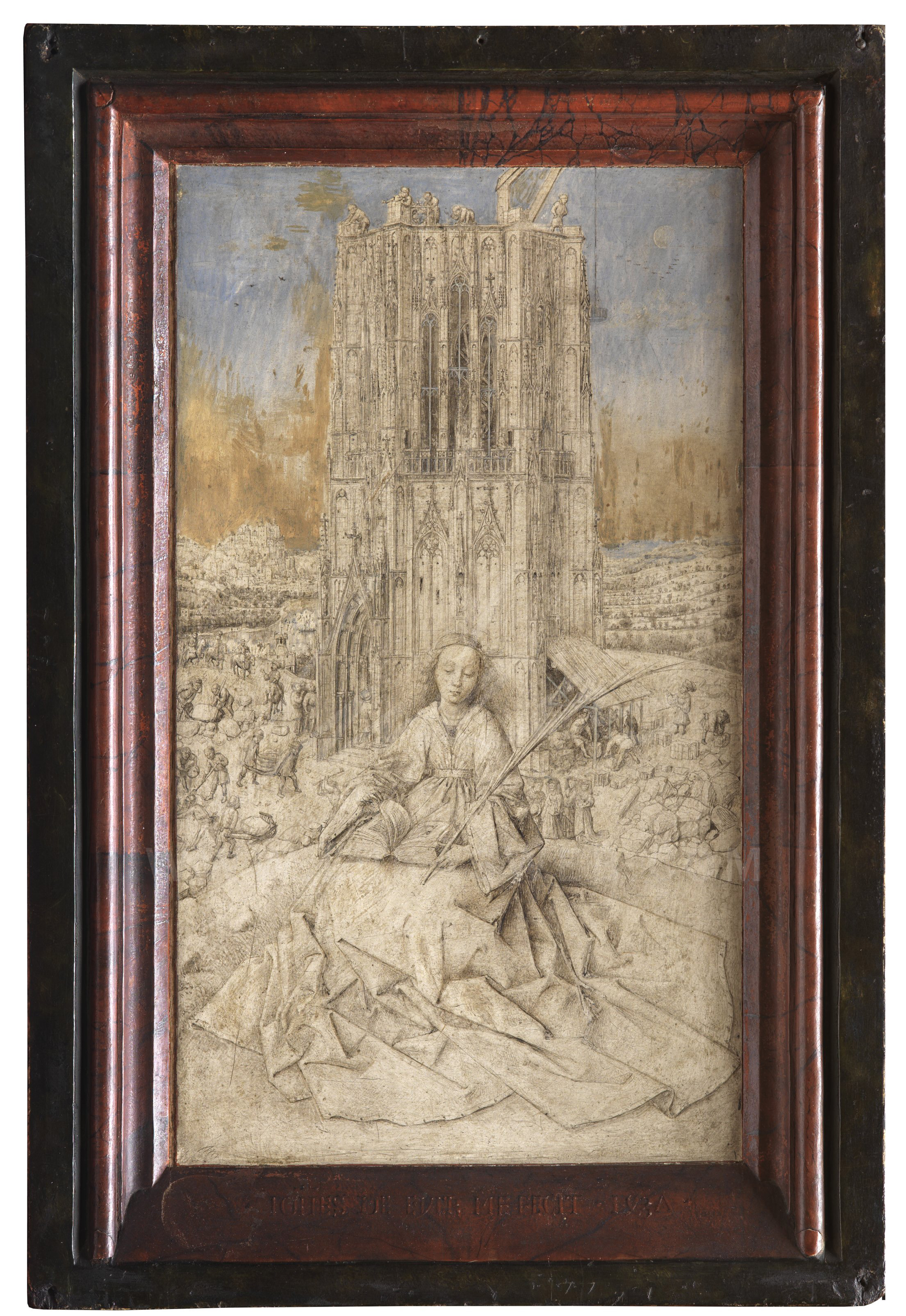
Jan van Eyck: Heilige Barbara, 1437

#### Malerei
Die 1437 von Jan van Eyck gefertigte Zeichnung Heilige Barbara zeigt Barbara von Nikomedien vor einem im Bau befindlichen Turm als Attribut. Der dargestellte Turm ähnelt dem Südturm des Kölner Domes; dass dieser als Vorlage gedient hat, ist jedoch nicht erwiesen. Am oberen Bildrand ist deutlich ein Baukran zu erkennen, durch den gerade ein Steinquader nach oben befördert wird.
Spätere Darstellungen sind als Teil von Stadtansichten, durch ihre Beschriftung oder durch einen überlieferten Titel eindeutig als Abbildungen des Domkrans auf dem Südturm des Kölner Domes zu erkennen. Die unverwechselbare Silhouette des Domkrans diente in ihrer Zeit ebenso als Wahrzeichen der Stadt Köln, wie heute die Zwillingstürme des Kölner Domes. Das zeigen als Werke der christlichen Kunst zwei Tafeln des zwischen 1455 und 1460 von unbekannten Künstlern der Kölner Malerschule geschaffenen Kleinen Ursula-Zyklus: Ankunft in Köln und Traum der heiligen Ursula und Ankunft in Köln und Martyrium. Auf dem 1621 gestifteten Fundationsbild in der Wallfahrtskirche Zur schmerzhaften Mutter Gottes in Bödingen kennzeichnet die Silhouette des Domkrans die weit entfernt am Horizont dargestellte Stadt Köln.
Ab dem 17. Jahrhundert war der unvollendete Kölner Dom mit dem Domkran ein beliebtes Motiv der Vedutenmalerei. Beispiele sind das Bild einer Straße mit dem Dom in der Mitte von Jan van der Heyden aus dem Jahr 1684 und eine 1798 entstandene Ansicht des Domplatzes von Laurenz Janscha.

#### Chroniken und Stadtansichten

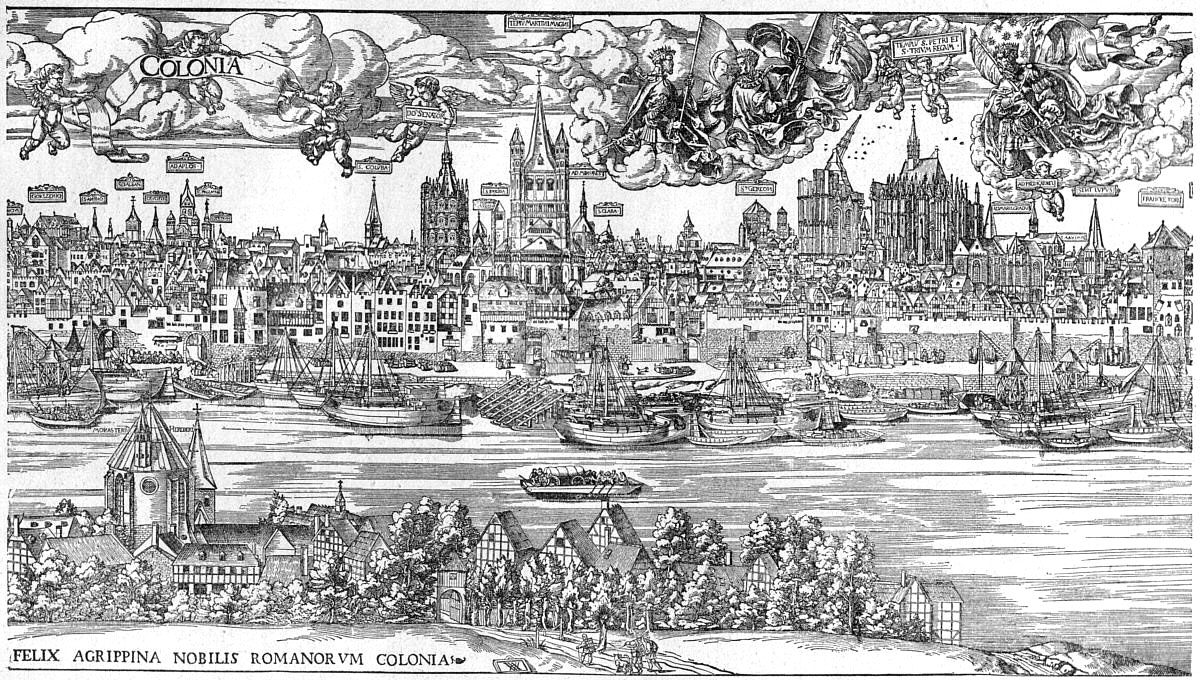
Anton Woensam: Kölner Stadtansicht von 1531 (Detail)

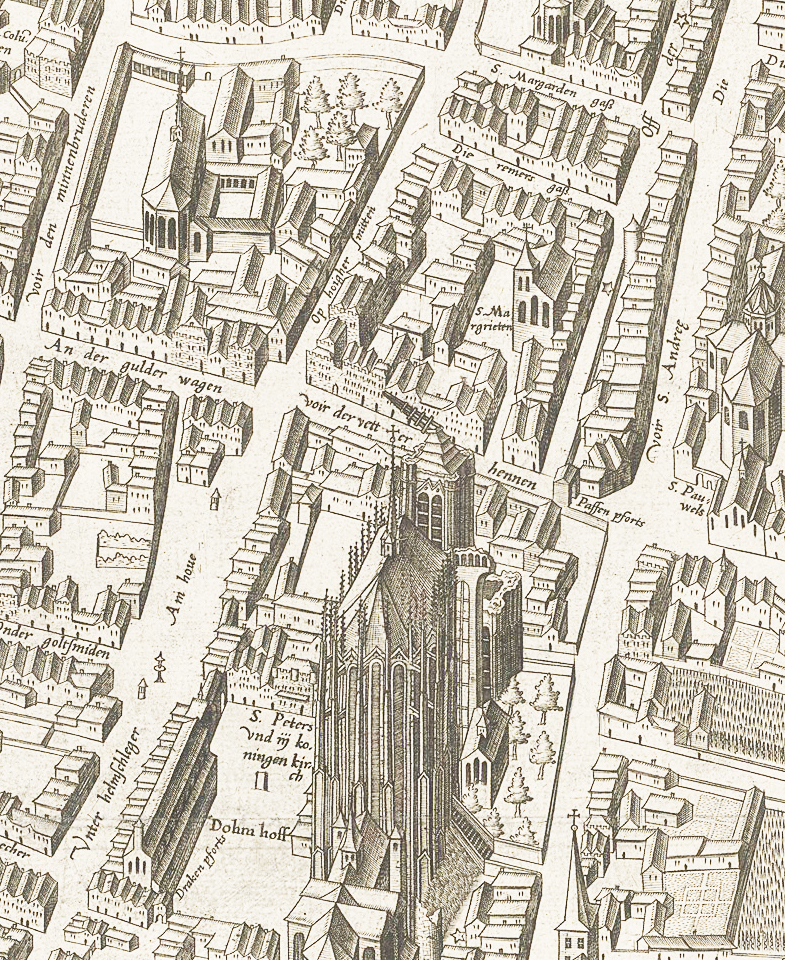
Arnold Mercator: Kölner Stadtansicht von 1570 (Detail)

Verschiedene Chroniken des 15. und 16. Jahrhunderts zeigen den Domkran auf dem Südturm des Domes als Teil des Stadtpanoramas. Der Fasciculus temporum des Werner Rolevinck entstand 1483, die Schedelsche Weltchronik 1493 und die Koelhoffsche Chronik 1499. Die Koelhoffsche Chronik beinhaltet als Chronik der Stadt Köln mehrere Darstellungen mit dem Kran als Wahrzeichen der Stadt.
Die im 16. Jahrhundert aufkommenden Stadtansichten zeigen im Vergleich zu den früheren Werken das Bemühen der Künstler um eine realistische Darstellung. Beispiele sind die Holzschnitte der Kölner Stadtansicht von 1531 von Anton Woensam und die Kölner Stadtansicht von 1570 des Arnold Mercator. Ein 1636 entstandener Stich nach Wenzeslaus Hollar lässt deutlich die Möglichkeiten der fortentwickelten Druckgrafik erkennen.

#### Dokumente des 19. Jahrhunderts
Mit den Grafiken des 19. Jahrhunderts und frühen Fotografien, bis zum Monat des Abbaus im März 1868, rückte der dokumentarische Aspekt in den Vordergrund. In großer Auflage verbreitete Ansichten des unvollendeten Domes, mit dem Domkran auf dem Südturm, spielten in der Werbung des 1840 gegründeten Zentral-Dombau-Vereins zu Köln eine bedeutende Rolle. Sie wurden noch Jahrzehnte nach dem Abbau des Krans ausgegeben, insbesondere als Mitgliedergaben des Zentral-Dombau-Vereins. Das Motiv findet sich seit der ersten Ausgabe vom 4. September 1842 auch auf einigen der vom Dombau-Verein herausgegebenen Dombau-Medaillen.

### Zeitgenössische Literatur (Auswahl)

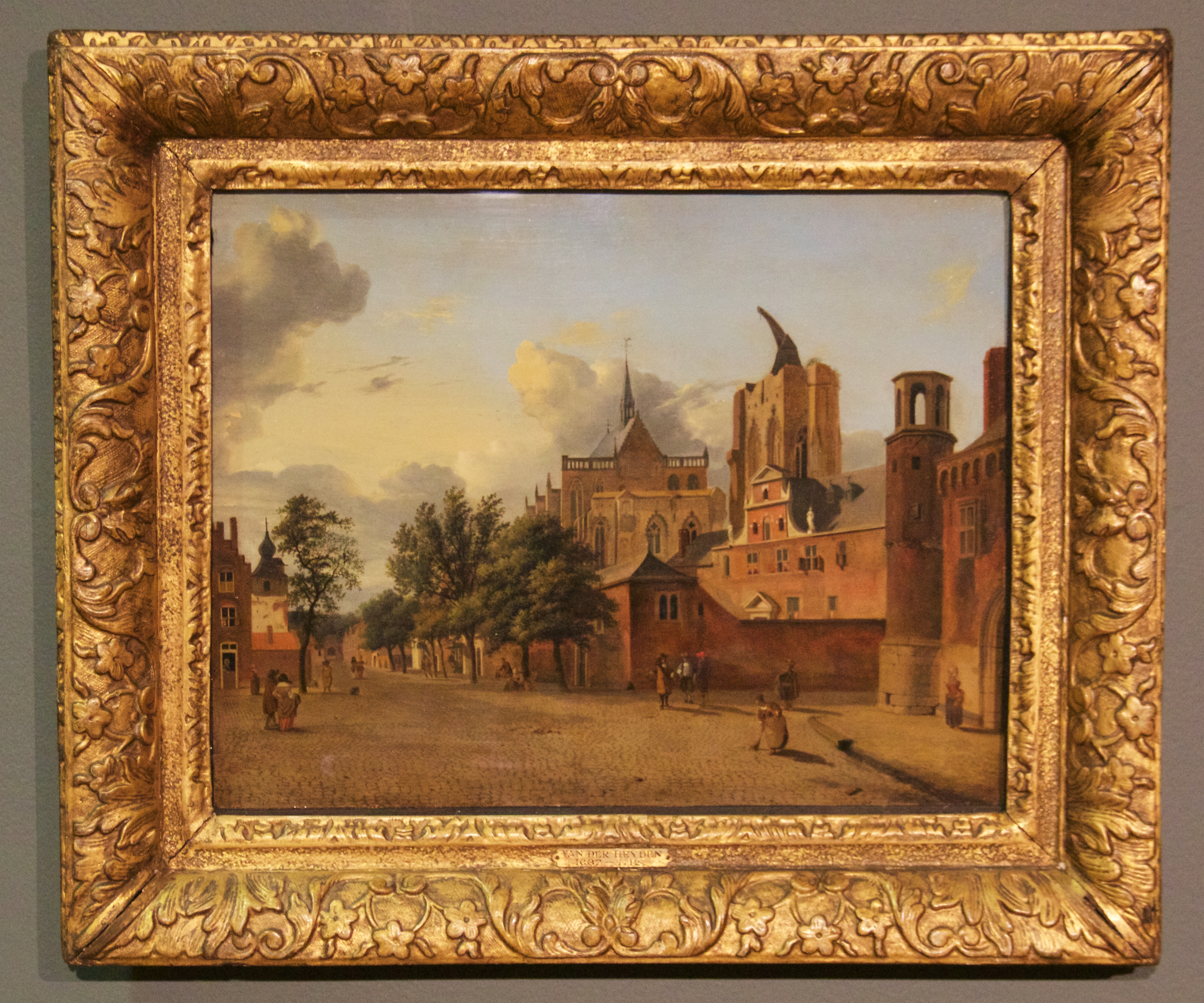
Jan van der Heyden: Straßenbild, 1684, Öl auf Holz

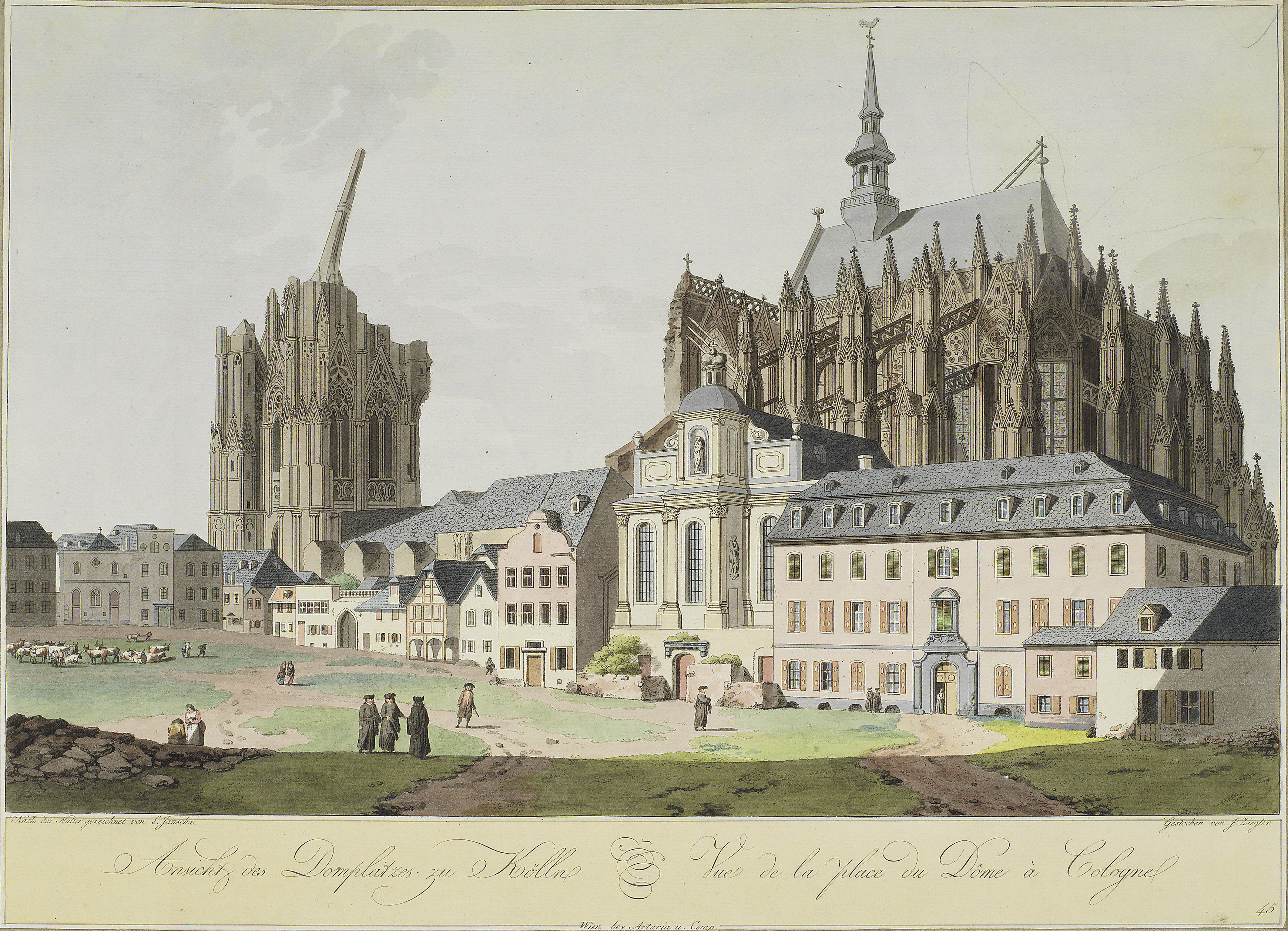
Laurenz Janscha: Ansicht des Domplatzes zu Kölln, 1798

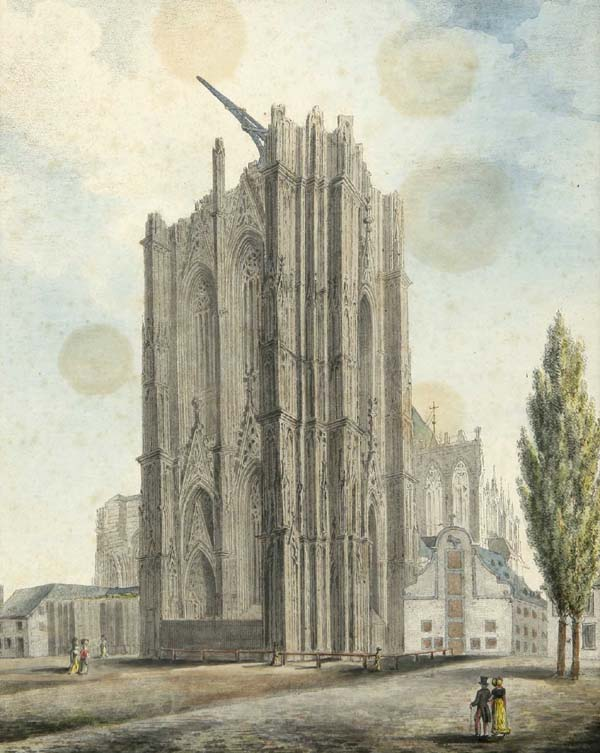
Südturm des Kölner Domes, kolorierte Lithografie nach einer Zeichnung des Kölner Stadtbaumeisters Johann Peter Weyer, um 1827

Im Zuge der aufkeimenden Begeisterung für den Weiterbau des Kölner Domes verfasste der Dichter Max von Schenkendorf, 1814 oder wenig später sein Gedicht Vor dem Dom zu Köln. In der ersten Strophe griff er die in der Kölner Bevölkerung verbreitete Ansicht auf, dass der Bau des Domes nur unterbrochen sei:
Seh’ ich immer noch erhoben

Auf dem Dach den alten Krahn,

Scheint mir nur das Werk verschoben,

Bis die rechten Meister nahn.
Johanna Schopenhauer bereiste das Rheinland und Belgien im Jahr 1828 und besuchte auch Köln. Sie schrieb über die zum Zeitpunkt ihres Besuchs einige Jahre zurückliegende Entfernung des Kranauslegers:

„Ganz Köln kam in Bewegung, als vor einigen Jahren, bei der nur zu nothwendig gewordenen Reparatur des edeln Baues, der seit Jahrhunderten obenstehende Krahnen von dem einzigen halbvollendeten Thurme heruntergenommen wurde, und das Volk ruhte nicht eher, bis es ihn wieder an seiner alten Stelle sah, der er doch keineswegs zur besondern Zierde gereicht.“

Der spätere Revolutionär und US-amerikanische Politiker Carl Schurz beschrieb in seinen Lebenserinnerungen den Anblick des Kölner Domes, den er auf seinem Schulweg passierte, um das Jahr 1840:

„Der Kölner Dom, der jetzt in der ganzen Herrlichkeit seiner Vollendung dasteht, sah damals noch einer großartigen Ruine gleich. Nur der Chor war vollständig ausgebaut. Das Mittelstück zwischen dem Chor und den Türmen stand notdürftig überdacht, zum großen Teil noch in äußern Backsteinmauern, und von den beiden Türmen selbst erhob sich der eine wohl wenig mehr als sechzig Fuß über dem Boden, während der andere, der den jahrhundertealten weltberühmten Kran trug, vielleicht die drei- oder vierfache Höhe erreicht hatte. An beiden hatte der Zahn der Zeit das kunstvolle Meißelwerk vielfach verstümmelnd zernagt, und so blickten sie, unfertig und doch schon verwittert, greisenhaft und traurig herab auf das lebende Geschlecht.“

Herman Melville besuchte 1849 während einer Europareise Köln. In seinem Tagebuch schrieb er von „dem berühmten Dom, wo der immerwährende Kran auf dem Turme steht.“ In seinem 1851 erschienenen Werk Moby-Dick ließ Melville den Ich-Erzähler Ismael das 32. Kapitel – einen Exkurs zur Cetologie – mit folgenden Worten schließen:

“But I now leave my cetological system standing thus unfinished, even as the great Cathedral of Cologne was left, with the crane still standing upon the top of the uncompleted tower. For small erections may be finished by their first architects; grand ones, true ones, ever leave the cope-stone to posterity. God keep me from ever completing anything. This whole book is but a draught nay, but the draught of a draught. Oh, Time, Strength, Cash, and Patience!”

„Doch nun lasse ich mein cetologisches System im Stich, so unfertig, wie der erhabene Kölner Dom gelassen wurde, mit dem Kran noch auf der Plattform des unvollendeten Turms. Denn kleine Bauwerke können von dem beendet werden, der sie zuerst geplant; die großen, die wahren aber überlassen es immer der Nachwelt, den Schlußstein einzufügen. Gott bewahre mich davor, daß ich je etwas vollende. Dies ganze Buch ist nur ein Entwurf – ach, nur der Entwurf eines Entwurfes. Oh! Zeit, Kraft, Geld, Geduld.“